# Pogajanje
Pogajanje je proces, kjer zainteresirani strani razrešujeta spore, soglašata glede nadaljnjih smernic razvoja akcij, trgujeta za individualno ali kolektivno prednost in/ali poizkušata izoblikovati rezultate v obojestransko korist.
KOMUNIKACIJA NA POGAJANJIH: 
Govorniki na pogajanjih opravljajo naslednje aktivnosti: 
- morajo znati povedati svoje stališče o predmetu pogajanj 
- morajo posredovati v razpravo svoje cilje, mnenja, potrebe, namene 
- sposobni prilagajati, dopolnjevati, spreminjati svoje nazore,specificirati in izločevati iz 
njih prvine, ki niso skupno sprejemljive 
- znati morajo razporejati vsebine pogajanj po pomenu, iz celote izbrati sestavine 
- oblikovati končni predlog 
- oblikovati rezultat pogajanj v pisni ( plan, dogovor, sporazum ), ustni ali kakšni drugi 
obliki
VRSTE POGAJANJ: 
· POGAJANJE S PARTNERJI: Partnerji so drugi posamezniki, skupine ali 
organizacije, s katerimi nas vežejo pomembni skupni interesi. S partnerji se največkrat 
pogajamo o ceni, dobavnem roku, plačilnem roku, stroški, jamstva,…
· POGAJANJE S KONKURENTI, TEKMECI: To so vsi posamezniki, skupine ali 
organizacije s katerimi tekmujemo na trgu konkurence za dobrine ali korist. Glavne 
teme pogajanj so delitev dela, poslov, pravila, področij, konkurence, delovanja,…
· POGAJANJE Z DRUGIMI: Sem uvrščamo pogajanja s sindikati, strokovnimi 
združenji, državnimi ustanovami-davkarija, carina, kjer gre predvsem za usklajevanje 
interesov, sodelovanje, pravil nasprotovanja,…